# Fenómenos de transporte
En ingeniería, física y química, el estudio de los fenómenos de transporte se refiere al intercambio de masa, energía, carga, momento lineal y momento angular entre los sistemas observados y estudiados. Si bien se basa en campos tan diversos como la mecánica continua y la termodinámica, pone un gran énfasis en los puntos en común entre los temas tratados. El transporte de masa, impulso y calor comparten un marco matemático muy similar, y los paralelos entre ellos se explotan en el estudio de los fenómenos de transporte para establecer conexiones matemáticas profundas que a menudo proporcionan herramientas muy útiles en el análisis de un campo que se deriva directamente de los demás. 
Los análisis fundamentales en los tres subcampos de transferencia de masa, calor y momento a menudo se basan en el simple principio de que la suma total de las cantidades estudiadas debe ser conservada por el sistema y su entorno. Por lo tanto, los diferentes fenómenos que conducen al transporte se consideran individualmente con el conocimiento de que la suma de sus contribuciones debe ser igual a cero. Este principio es útil para calcular muchas cantidades relevantes. Por ejemplo, en la mecánica de fluidos, un uso común del análisis de transporte es determinar el perfil de velocidad de un fluido que fluye a través de un volumen rígido. 
Los fenómenos de transporte son omnipresentes en todas las disciplinas de la ingeniería. Algunos de los ejemplos más comunes de análisis de transporte en ingeniería se ven en los campos de ingeniería de procesos, química, biológica y mecánica, pero la asignatura es un componente fundamental del currículo en todas las disciplinas involucradas de cualquier manera con la mecánica de fluidos, transferencia de calor, y transferencia de masa. Ahora se considera que forma parte de la disciplina de la ingeniería tanto como la termodinámica, la mecánica y el electromagnetismo. 
Los fenómenos de transporte abarcan todos los agentes de cambio físico en el universo. Además, se consideran elementos fundamentales que desarrollaron el universo y que son responsables del éxito de toda la vida en la tierra. Sin embargo, el alcance aquí se limita a la relación entre los fenómenos de transporte y los sistemas de ingeniería artificial.

## Visión general
En física, los fenómenos de transporte son todos procesos irreversibles de naturaleza estadística derivados del movimiento aleatorio continuo de las moléculas, principalmente observadas en los fluidos. Cada aspecto de los fenómenos de transporte se basa en dos conceptos primarios: las leyes de conservación , y las ecuaciones constitutivas. Las leyes de conservación, que en el contexto de los fenómenos de transporte se formulan como ecuaciones de continuidad, describen cómo se debe conservar la cantidad que se está estudiando. Las ecuaciones constitutivas describen cómo la cantidad en cuestión responde a diversos estímulos a través del transporte. Entre los ejemplos destacados se incluyen la Ley de Conducción de Calor de Fourier y las ecuaciones de Navier-Stokes, que describen, respectivamente, la respuesta del flujo de calor a los gradientes de temperatura y la relación entre el flujo de fluido y las fuerzas aplicadas al fluido. Estas ecuaciones también demuestran la conexión profunda entre los fenómenos de transporte y la termodinámica, una conexión que explica por qué los fenómenos de transporte son irreversibles. Casi todos estos fenómenos físicos involucran sistemas que buscan su estado de energía más bajo de acuerdo con el principio de energía mínima. A medida que se aproximan a este estado, tienden a lograr un verdadero equilibrio termodinámico , momento en el que ya no hay fuerzas impulsoras en el sistema y el transporte cesa. Los diversos aspectos de dicho equilibrio están directamente conectados a un transporte específico: la transferencia de calor es el intento del sistema por lograr el equilibrio térmico con su entorno, al igual que el transporte de masa y de momento mueve el sistema hacia el equilibrio químico y mecánico . 
Los ejemplos de procesos de transporte incluyen la conducción de calor (transferencia de energía), el flujo de fluido (transferencia de momento), la difusión molecular (transferencia de masa), la radiación y la transferencia de carga eléctrica en los semiconductores.
Los fenómenos de transporte tienen amplia aplicación.  Por ejemplo, en la física del estado sólido, el movimiento y la interacción de los electrones, los agujeros y los fonones se estudian en "fenómenos de transporte".  Otro ejemplo es en ingeniería biomédica, donde algunos fenómenos de transporte de interés son la termorregulación, la perfusión y la microfluídica. En ingeniería química, los fenómenos de transporte se estudian en el diseño de reactores, el análisis de mecanismos de transporte moleculares o difusivos y la metalurgia. 
El transporte de masa, energía y momento puede verse afectado por la presencia de fuentes externas: 
- Un olor se disipa más lentamente (y puede intensificarse) cuando la fuente del olor permanece presente.
- La velocidad de enfriamiento de un sólido que conduce calor depende de si se aplica una fuente de calor.
- La fuerza gravitacional que actúa sobre una gota de lluvia contrarresta la resistencia o la resistencia del aire circundante.

## Las comonidades entre los fenómenos
Un principio importante en el estudio de los fenómenos de transporte es la analogía entre los fenómenos. 

### Difusión
Hay algunas similitudes notables en las ecuaciones para el momento, la energía y la transferencia de masa que pueden ser transportadas por difusión, como se ilustra en los siguientes ejemplos: 
- Masa: la propagación y disipación de olores en el aire es un ejemplo de difusión masiva.
- Energía: la conducción de calor en un material sólido es un ejemplo de difusión de calor .
- Momento: el arrastre experimentado por una gota de lluvia cuando cae en la atmósfera es un ejemplo de difusión de impulso (la gota de lluvia pierde impulso en el aire circundante a través de tensiones viscosas y desacelera).

Las ecuaciones de transferencia molecular de la ley de Newton para el impulso fluido, la ley de Fourier para el calor y la ley de Fick para la masa son muy similares. Uno puede convertir de un coeficiente de transferencia a otro para comparar los tres fenómenos de transporte diferentes.
| Cantidad transportada | Fenómeno físico                      | Ecuación                                                                 |
| --------------------- | ------------------------------------ | ------------------------------------------------------------------------ |
| Momentum              | Viscosidad (Fluido newtoniano)       | {\displaystyle \tau =-\nu {\frac {\partial \rho \upsilon }{\partial x}}} |
| Energía               | Conducción de calor (Ley de Fourier) | {\displaystyle {\frac {q}{A}}=-k{\frac {dT}{dx}}}                        |
| Masa                  | Difusión molecular (Ley de Fick)     | {\displaystyle J=-D{\frac {\partial C}{\partial x}}}                     |

(Las definiciones de estas fórmulas se dan a continuación).
En la literatura se ha dedicado mucho esfuerzo al desarrollo de analogías entre estos tres procesos de transporte para la transferencia turbulenta a fin de permitir la predicción de uno de los otros. La analogía de Reynolds supone que las difusividades turbulentas son todas iguales y que las difusividades moleculares de momento (μ/ρ) y masa (DAB) son insignificantes en comparación con las difusividades turbulentas.  Cuando hay líquidos presentes y/o la resistencia está presente, la analogía no es válida.  Otras analogías, como las de Von Karman y Prandtl, generalmente resultan en malas relaciones. 
La analogía más exitosa y más utilizada es la analogía del factor J de Chilton y Colburn. Esta analogía se basa en datos experimentales para gases y líquidos en los regímenes tanto laminar como turbulento. Aunque se basa en datos experimentales, se puede demostrar que satisface la solución exacta derivada del flujo laminar sobre una placa plana. Toda esta información se utiliza para predecir la transferencia de masa. 

### Relaciones recíprocas de Onsager
En los sistemas de fluidos descritos en términos de temperatura, densidad de materia y presión, se sabe que las diferencias de temperatura conducen a flujos de calor desde las partes más cálidas a las más frías del sistema; de manera similar, las diferencias de presión conducirán al flujo de materia desde las regiones de alta presión a las de baja presión (una "relación recíproca"). Lo que es sorprendente es la observación de que, cuando varían tanto la presión como la temperatura, las diferencias de temperatura a presión constante pueden causar flujo de materia (como en la convección) y las diferencias de presión a temperatura constante pueden causar flujo de calor. Quizás sorprendentemente, el flujo de calor por unidad de diferencia de presión y el flujo de densidad (materia) por unidad de diferencia de temperatura son iguales. 
Lars Onsager demostró que esta igualdad era necesaria utilizando la mecánica estadística como consecuencia de la reversibilidad temporal de la dinámica microscópica. La teoría desarrollada por Onsager es mucho más general que este ejemplo y es capaz de tratar más de dos fuerzas termodinámicas a la vez.

## Transferencia de impulso
En la transferencia de momento, el fluido se trata como una distribución continua de materia. El estudio de la transferencia de momento o la mecánica de fluidos se puede dividir en dos ramas: estática de fluidos (fluidos en reposo) y dinámica de fluidos (fluidos en movimiento). Cuando un fluido fluye en la dirección x paralela a una superficie sólida, el fluido tiene un impulso dirigido por x, y su concentración es υxρ. Por difusión aleatoria de moléculas hay un intercambio de moléculas en la dirección z. Por lo tanto, el impulso dirigido por x se ha transferido en la dirección z desde la capa más rápida a la más lenta.  La ecuación para el transporte de momento es la Ley de viscosidad de Newton escrita de la siguiente manera: 
{\displaystyle \tau _{zx}=-\nu {\frac {\partial \rho \upsilon _{x}}{\partial z}}}
donde τzx es el flujo del momento dirigido hacia x en la dirección z, ν es μ/ρ, la difusividad del momento, z es la distancia de transporte o difusión, ρ es la densidad y μ es la viscosidad dinámica. La Ley de Newton es la relación más simple entre el flujo de momento y el gradiente de velocidad. 

## Transferencia de masa
Cuando un sistema contiene dos o más componentes cuya concentración varía de un punto a otro, existe una tendencia natural a que la masa se transfiera, minimizando cualquier diferencia de concentración dentro del sistema.  La transferencia de masa en un sistema se rige por la primera ley de Fick: "El flujo de difusión de una concentración más alta a una concentración más baja es proporcional al gradiente de la concentración de la sustancia y la difusividad de la sustancia en el medio". La transferencia de masa puede tener lugar debido a diferentes fuerzas motrices. Algunos de ellos son:
- La masa puede ser transferida por la acción de un gradiente de presión (difusión de presión).
- La difusión forzada ocurre debido a la acción de alguna fuerza externa.
- La difusión puede ser causada por gradientes de temperatura (difusión térmica).
- La difusión puede ser causada por diferencias en el potencial químico.

Esto se puede comparar con la Ley de Difusión de Fick, para una especie A en una mezcla binaria que consiste en A y B: 
{\displaystyle J_{Ay}=-D_{AB}{\frac {\partial Ca}{\partial y}}}
donde D es la constante de difusividad.

## Transferencia de calor
Las formas mediante las cuales se lleva a cabo un proceso de transferencia de energía son la conducción, la convección y la radiación.
Todos los procesos de ingeniería implican la transferencia de energía.  Algunos ejemplos son el calentamiento y enfriamiento de corrientes de proceso, cambios de fase, destilaciones, etc. El principio básico es la primera ley de la termodinámica que se expresa de la siguiente manera para un sistema estático: 
{\displaystyle q=-k{\frac {dT}{dx}}}
El flujo neto de energía a través de un sistema es igual a la conductividad por la tasa de cambio de temperatura con respecto a la posición. 
Para otros sistemas que involucran flujo turbulento, geometrías complejas o condiciones de frontera difíciles, sería más fácil usar una ecuación: 
{\displaystyle Q=h\cdot A\cdot {\Delta T}}
donde A es el área de la superficie, :  {\displaystyle {\Delta T}} es la fuerza impulsora de la temperatura, Q es el flujo de calor por unidad de tiempo y h es el coeficiente de transferencia de calor. 

### Conducción
La conducción de calor se puede llevar a cabo de dos maneras. Una es por medio de las interacciones moleculares, en las cuales una molécula en un nivel de energía alto imparte energía a las moléculas adyacentes que tienen un nivel de energía inferior. El otro mecanismo para la conducción es por medio de electrones libres, pues la capacidad de los sólidos de  conducir el calor varía proporcionalmente a la concentración de electrones libres.
La ecuación que describe la transferencia de calor por conducción fue establecida por primera vez en 1822 por Fourier en la forma
{\displaystyle {q_{x} \over \ A}=-k{\operatorname {d} \!T \over \operatorname {d} \!x}}
donde qx es la rapidez de transferencia de calor en dirección x, en watts o  BTU/h; A es el área normal a la dirección del flujo de calor, en m² o ft2 ; dT/dx es el gradiente de temperatura en la dirección x, en K/m o °F/ft, y k es la conductividad térmica, en W/(m K) o BTU/( h ft °F).

### Convección
La transferencia de calor por convección ocurre debido a un gradiente de temperatura entre una superficie y un fluido adyacente.
Dentro de la transferencia de calor, pueden ocurrir dos tipos de convección: 
La convección forzada puede ocurrir tanto en flujo laminar como turbulento. En la situación de flujo laminar en tubos circulares, se utilizan varios números adimensionales, como el número de Nusselt, el número de Reynolds y Prandtl.  La ecuación comúnmente utilizada es: 
{\displaystyle Nu_{a}={\frac {h_{a}D}{k}}}
La convección natural o libre es una función de los números de Grashof y Prandtl. Las complejidades de la transferencia de calor por convección libre hacen que sea necesario utilizar principalmente relaciones empíricas a partir de datos experimentales.

### Radiación
La radiación es la energía emitida por la materia en forma de ondas electromagnéticas (o fotones)  como resultado de los cambios en las configuraciones electrónicas  de los átomos o moléculas. La transferencia de calor por radiación no requiere ningún medio  para su propagación de hecho, la transferencia de energía máxima se obtiene cuando las dos superficies que intercambian energía están separadas por vacío.
La rapidez de emisión de energía de un radiador perfecto (cuerpo negro) está dada por: 
{\displaystyle {q \over \ A}=\sigma T^{4}}
donde σ es la constante de Stefan-Boltzmann. 